# General Alvarado (município)
General Alvarado (partido) é um partido (município) da província de Buenos Aires, na Argentina. Possuía, de acordo com estimativa de 2019, 43.744 habitantes.